# Steve Rubell
Steve Rubell, född 2 december 1943 i Brooklyn i New York, död 25 juli 1989 på Manhattan i New York, var en amerikansk nattklubbsägare. Han grundade 1977 tillsammans med Ian Schrager den legendariska klubben Studio 54 i New York.
Steve Rubell, som var av judisk härkomst, var bror till läkaren och konstsamlaren Don Rubell och farbror till konstnären Jennifer Rubell. Hans far arbetade på Postverket och blev senare professionell tennisspelare. Rubell växte upp i Brooklyn i New York. Han studerade på Wingate High School och var också han en god tennisspelare, men gjorde ingen professionell tenniskarriär. Han började utbilda sig till tandläkare på Syracuse University, men växlade över till företagsekonomi. Han tog en magisterexamen. 
Rubell lärde känna Ian Schrager och grundade tillsammans med honom den legendariska klubben Studio 54 i New York 1977. Han gestaltades av Mike Myers 1998 i filmen Studio 54.
1985 upptäckte Rubell att han hade drabbats av hiv som senare övergick till aids. Han började ta medicinen AZT, men hans sjukdom förstärktes av hans fortsatta droganvändning och drickande, vilket påverkade hans komprometterade immunsystem. Några veckor före sin död checkade Rubell in på Beth Israel Medical Center i New York under ett antaget namn för att söka behandling för allvarliga magsår, njursvikt och hepatit. Han dog där den 25 juli 1989. Rubells officiella dödsorsak listas som hepatit och septisk chock komplicerad av AIDS.